# Rankin/Bass
Rankin/Bass Productions Inc. est une société de production américaine fondée en 1962 par Arthur Rankin Jr. et Jules Bass.
Rankin/Bass est surtout connue pour ses téléfilms de Noël, à commencer par Rudolph, the Red-Nosed Reindeer (1964). Elle a également produit des œuvres cinématographiques, comme le dessin animé La Dernière Licorne (1982), et des séries télévisées d'animation, comme Les Jackson Five (1971-1973), Cosmocats (1985-1986) ou SilverHawks (1986).

## Filmographie

### Cinéma
- 1965 : Willy McBean and his Magic Machine
- 1966 : The Daydreamer
- 1967 : The Wacky World of Mother Goose
- 1967 : Mad Monster Party?
- 1968 : King Kong Escapes
- 1973 : Marco
- 1977 : Le Dernier Dinosaure
- 1977 : The Bermuda Depths
- 1979 : The Bushido Blade
- 1980 : The Return of the King
- 1982 : La Dernière Licorne
- 1982 : Le Vol des dragons

### Télévision
Téléfilms
- 1977 : The Hobbit
- 1979 : Rudolph and Frosty's Christmas in July
- 1980 : The Ivory Ape
- 1983 : The Sins of Dorian Gray
- 1987 : The Wind in the Willows

Séries télévisées d'animation
- 1960 : The New Adventures of Pinocchio
- 1961 : Tales of the Wizard of Oz
- 1966-1969 : The King Kong Show
- 1969 : The Smokey Bear Show
- 1970 : Tomfoolery
- 1970 : The Reluctant Dragon and Mr. Toad Show
- 1971 : Les Jackson Five (The Jackson 5ive)
- 1972 : The Osmonds
- 1972 : Kid Power
- 1972 : Festival of Family Classics
- 1985-1987 : Cosmocats
- 1986 : SilverHawks
- 1987 : The Comic Strip

### Animation
- 1964 : Rudolph the Red-Nosed Reindeer (Burl Ives) (produced as Videocraft)
- 1964 : Return to Oz
- 1965 : The Edgar Bergen & Charlie McCarthy Show
- 1966 : The Ballad of Smokey the Bear
- 1967 : The Cricket on the Hearth (Danny Thomas)
- 1968 : The Mouse on the Mayflower (Tennessee Ernie Ford)
- 1968 : The Little Drummer Boy (Greer Garson)
- 1969 : Frosty the Snowman (Jimmy Durante)
- 1970 : The Mad, Mad, Mad Comedians
- 1970 : Santa Claus Is Comin' To Town (Fred Astaire)
- 1971 : Here Comes Peter Cottontail (Danny Kaye)
- 1972 : The Enchanted World of Danny Kaye: The Emperor's New Clothes
- 1972 : Mad Mad Mad Monsters
- 1972 : Willie Mays and the Say-Hey Kid
- 1972 : 20,000 Leagues Under the Sea
- 1972 : Red Baron
- 1974 : That Girl in Wonderland
- 1974 : Twas the Night Before Christmas (Joel Grey & George Gobel)
- 1974 : The Year Without a Santa Claus (Shirley Booth)
- 1975 : The First Christmas: The Story of the First Christmas Snow (Angela Lansbury)
- 1976 : The First Easter Rabbit (Burl Ives)
- 1976 : Frosty's Winter Wonderland (Andy Griffith)
- 1976 : Rudolph's Shiny New Year (Red Skelton)
- 1976 : The Little Drummer Boy, Book II (Greer Garson)
- 1977 : The Easter Bunny is Comin' To Town (Fred Astaire)
- 1977 : Nestor, The Long-Eared Christmas Donkey (Roger Miller)
- 1978 : The Stingiest Man in Town (Tom Bosley)
- 1979 : Jack Frost (Buddy Hackett)
- 1980 : Pinocchio's Christmas
- 1981 : The Leprechaun's Christmas Gold (Art Carney)
- 1983 : The Coneheads
- 1985 : The Life and Adventures of Santa Claus
- 2001 : Santa, Baby! (Patti LaBelle)